# Matthias Rahn
Matthias Rahn (* 17. Mai 1990 in Bad Langensalza) ist ein deutscher Fußballspieler. Der Innenverteidiger stand zuletzt beim MSV Duisburg unter Vertrag.

## Karriere
Matthias Rahn spielte bis zum Alter von elf Jahren in seiner thüringischen Heimat beim FSV Herbsleben und dem TSV Bad Tennstedt. Dann schloss er sich 2001 dem FC Rot-Weiß Erfurt an. Er spielte sich durch alle Jugendmannschaften bis in die A-Jugend-Bundesliga Nord/Nordost und durfte in seinem letzten Jahr mit ins Trainingslager der ersten Mannschaft reisen.
Im Anschluss an die Jugend wurde er in die Oberligamannschaft übernommen. Zwei Jahre war der Innenverteidiger Stammspieler in der Erfurter Reserve und in der Saison 2011/12 stand er auch im Kader der Profimannschaft in der 3. Liga. Am elften Spieltag kam er im Auswärtsspiel beim SV Sandhausen erstmals als Einwechselspieler in den Schlussminuten zum Einsatz. Bis zum Saisonende folgten für ihn zehn weitere Drittligaspiele.
Von 2012 bis 2014 spielte Rahn beim KSV Hessen Kassel, welchen er vor der Saison 2014/15 in Richtung der Sportfreunde Lotte verließ. Mit Lotte stieg er 2016 in die 3. Liga auf und nach drei Jahren wieder ab. 
Nach 146 absolvierten Pflichtspielen, in denen er sieben Tore erzielte, verließ der Verteidiger im Januar 2020 den Verein und unterschrieb einen bis zum Ende der Drittligasaison 2019/20 gültigen Vertrag beim MSV Duisburg. Dort sollte er Sebastian Neumann, der seine Karriere als Sportinvalide beenden musste, ersetzen. Für die Zebras kam Rahn auf neun, überwiegend kurze, Einsätze im Defensiv- wie im Offensivbereich und wurde mit der Mannschaft Herbstmeister. Am Saisonende verpasste man den direkten Wiederaufstieg und er unterzeichnete keinen neuen Vertrag mehr.

## Erfolge
Sportfreunde Lotte
- Aufstieg in die 3. Liga: 2016